# Viggja
Viggja är en tätort i Skauns kommun i Trøndelag fylke i mellersta Norge. Orten ligger vid fylkesväg 800 på södra sidan av Trondheimsfjorden.